# André Daina
André Daina (* 8. Juli 1940 in Buttes) ist ein ehemaliger Schweizer Fussballschiedsrichter und Fussballspieler.
Daina spielte zunächst bei Young Boys Bern und Servette Genf Fussball und absolvierte zwischen 1963 und 1965 vier Länderspiele für die Schweiz. Als Schiedsrichter leitete er 1986 das WM-Spiel England gegen Polen und fungierte in zwei weiteren WM-Paarungen als Linienrichter; 1984 pfiff er das EM-Spiel des Gastgebers Frankreich gegen Jugoslawien. Daneben leitete Daina das in die Geschichte eingegangene Finalspiel des Europapokals der Landesmeister zwischen Juventus Turin und dem FC Liverpool 1985, welches als Katastrophe von Heysel bekannt wurde. Er war auch Schiedsrichter der Partie FC Carl Zeiss Jena gegen AS Rom am 1. Oktober 1980, als der FC Carl Zeiss Jena in der 1. Runde des Europapokals der Pokalsieger 1980/81 eine 0:3-Hinspielniederlage mit einem 4:0-Sieg noch umbog.